# International Bank Account Number
IBAN (англ. International Bank Account Number) — міжнародний номер банківського рахунку відповідно до стандарту № 13616 Міжнародної організації зі стандартизації ISO і Європейського комітету з банківських стандартів ECBS.

## Історія
Заснування коду IBAN спочатку було призначено для стандартизації міжбанківських розрахунків на території Європейського союзу, але зараз він застосовується і в інших країнах світу. Його використання дозволяє прискорити і здешевити міжбанківські платежі (переказ грошей з однієї країни Євросоюзу в іншу з використанням коду IBAN зазвичай коштує стільки ж, скільки і переказ усередині країни: наприклад, у німецькому Postbank банківський переказ із зазначенням IBAN і BIC є безкоштовним).
2007 року офіційним реєстратором стандарту IBAN стала компанія SWIFT.
На 1 жовтня 2010 року платежі із застосуванням IBAN здійснювалися в 49 країнах, зокрема, з країн колишнього СРСР, у Грузії (із 03.05.2010), Естонії, Казахстані (із 7 червня 2010), Латвії та Литві. Із 1 січня 2013 використання коду стало обов'язковим в міжнародних переказах для всіх банків Республіки Молдова. В Азербайджані рахунки клієнтів комерційних банків приведені до структури IBAN з 3 січня 2013 року. У Бразилії IBAN запроваджений 1 липня 2013 року.
Станом на 1 квітня 2013 року платежі з використанням IBAN здійснювалися в 62 країнах: Австрія, Азербайджан, Албанія, Андорра, Бельгія, Болгарія, Боснія і Герцеговина, Британські Віргінські острови, Велика Британія, Угорщина, Гватемала, Німеччина, Гібралтар, Греція, Грузія, Данія, Домініканська Республіка, Ізраїль, Ірландія, Ісландія, Іспанія, Італія, Казахстан, Кіпр, Князівство Ліхтенштейн, Королівство Бахрейн, Коста-Рика, Кувейт, Латвія, Ліван, Литва, Люксембург, Маврикій, Мавританія, Македонія, Мальта, Молдова, Монако, Нідерланди, Норвегія, Об'єднані Арабські Емірати, Окупована Палестинська територія, Пакистан, Польща, Португалія, Румунія, Сан-Марино, Саудівська Аравія, Сербія, Словаччина, Словенія, Туніс, Туреччина, Україна, Фінляндія, Франція, Хорватія, Чорногорія, Чехія, Швейцарія, Швеція, Естонія.
1 лютого 2014 року на всій території Євросоюзу було запроваджено SEPA (англ. Single Euro Payments Area) — єдиний європейський порядок безготівкових платіжних операцій. SEPA замінила національні платіжні системи 28 країн-членів ЄС, Ісландії, Ліхтенштейну, Монако, Норвегії та Швейцарії. У SEPA для ідентифікації банку та номера рахунку застосовується IBAN, додатково вказується BIC/SWIFT-ідентифікатор банку.
Станом на 30 серпня 2019 року стандарт було запроваджено у 103 країнах світу.

## Загальні вимоги стандарту
| Загальний формат IBAN | Загальний формат IBAN | Загальний формат IBAN | Загальний формат IBAN | Загальний формат IBAN             | Загальний формат IBAN             | Загальний формат IBAN             | Загальний формат IBAN             | Загальний формат IBAN             | Загальний формат IBAN             | Загальний формат IBAN             | Загальний формат IBAN             | Загальний формат IBAN             | Загальний формат IBAN             | Загальний формат IBAN             | Загальний формат IBAN             | Загальний формат IBAN             | Загальний формат IBAN             | Загальний формат IBAN             | Загальний формат IBAN             | Загальний формат IBAN             | Загальний формат IBAN             | Загальний формат IBAN             | Загальний формат IBAN             | Загальний формат IBAN             | Загальний формат IBAN             | Загальний формат IBAN             | Загальний формат IBAN             | Загальний формат IBAN             | Загальний формат IBAN             | Загальний формат IBAN             | Загальний формат IBAN             | Загальний формат IBAN             | Загальний формат IBAN             |
| --------------------- | --------------------- | --------------------- | --------------------- | --------------------------------- | --------------------------------- | --------------------------------- | --------------------------------- | --------------------------------- | --------------------------------- | --------------------------------- | --------------------------------- | --------------------------------- | --------------------------------- | --------------------------------- | --------------------------------- | --------------------------------- | --------------------------------- | --------------------------------- | --------------------------------- | --------------------------------- | --------------------------------- | --------------------------------- | --------------------------------- | --------------------------------- | --------------------------------- | --------------------------------- | --------------------------------- | --------------------------------- | --------------------------------- | --------------------------------- | --------------------------------- | --------------------------------- | --------------------------------- |
| 1                     | 2                     | 3                     | 4                     | 5                                 | 6                                 | 7                                 | 8                                 | 9                                 | 10                                | 11                                | 12                                | 13                                | 14                                | 15                                | 16                                | 17                                | 18                                | 19                                | 20                                | 21                                | 22                                | 23                                | 24                                | 25                                | 26                                | 27                                | 28                                | 29                                | 30                                | 31                                | 32                                | 33                                | 34                                |
| код країни            | код країни            | контрольне число      | контрольне число      | внутрішньодержавний номер рахунку | внутрішньодержавний номер рахунку | внутрішньодержавний номер рахунку | внутрішньодержавний номер рахунку | внутрішньодержавний номер рахунку | внутрішньодержавний номер рахунку | внутрішньодержавний номер рахунку | внутрішньодержавний номер рахунку | внутрішньодержавний номер рахунку | внутрішньодержавний номер рахунку | внутрішньодержавний номер рахунку | внутрішньодержавний номер рахунку | внутрішньодержавний номер рахунку | внутрішньодержавний номер рахунку | внутрішньодержавний номер рахунку | внутрішньодержавний номер рахунку | внутрішньодержавний номер рахунку | внутрішньодержавний номер рахунку | внутрішньодержавний номер рахунку | внутрішньодержавний номер рахунку | внутрішньодержавний номер рахунку | внутрішньодержавний номер рахунку | внутрішньодержавний номер рахунку | внутрішньодержавний номер рахунку | внутрішньодержавний номер рахунку | внутрішньодержавний номер рахунку | внутрішньодержавний номер рахунку | внутрішньодержавний номер рахунку | внутрішньодержавний номер рахунку | внутрішньодержавний номер рахунку |

Формат коду IBAN:
- 1-2 символ — код країни (за стандартом ISO 3166-1 alpha-2), де розташований банк, який обслуговує відповідний IBAN
- 3-4 символ — контрольне число, що розраховується за алгоритмом MOD 97-10 (відповідно до стандарту ISO 7064)
- 5-34 символ — внутрішньодержавний номер рахунку (англ. Basic Bank Account Number — BBAN), що містить як власне номер рахунку, так і ознаку банку, який його обслуговує. Детальний зміст цієї частини визначається кожною країною, яка розробляє свій національний формат коду.

Довжина IBAN не може перевищувати 34 знаки.

### Приклади IBAN
| Країна          | Приклад IBAN (у форматі для друку)  |
| --------------- | ----------------------------------- |
| Велика Британія | GB29 NWBK 6016 1331 9268 19         |
| Німеччина       | DE89 3704 0044 0532 0130 00         |
| Нідерланди      | NL91 ABNA 0417 1643 00              |
| Україна         | UA85 399622 0000 0002 6001 2335 661 |
| Фінляндія       | FI21 1234 5600 0007 85              |
| Швеція          | SE45 5000 0000 0583 9825 7466       |

## Застосування в Україні
Концепцію національного стандарту для забезпечення клієнтів українських банків кодами IBAN було розроблено 2006 року. Український формат IBAN розробила у 2008 році робоча група асоціації УкрСВІФТ під керівництвом Левшакова С. Ф.. Його зафіксовано в документі «Положення про правила формування IBAN (міжнародного номера банківського рахунку) в Україні». Настанова про правила формування міжнародного номера банківського рахунку (IBAN) в Україні була затверджена 11.10.2010 р. і набула чинності першого січня 2011 р.
Станом на 1 квітня 2013 року IBAN було прийнято як один з варіантів формату рахунку для міжнародних переказів. Використання IBAN в Україні було необов'язковим і залежало від конкретного банку. При відкритті рахунку у валюті IBAN видавали ВТБ Банк, Д-М Банк, ПриватБанк, Траст-Капітал Банк.
Зарахування коштів, що надійшли із зазначенням українського IBAN, відбувалось у звичайному режимі. З формального погляду регулятора, IBAN був варіантом форматування внутрішньоукраїнського номера рахунку клієнта. У офіційного супроводжувача стандарту — компанії SWIFT — український формат IBAN зареєстровано у 2016 році.
Впровадження IBAN як стандарту в Україні ініціювала Незалежна асоціація банків України.
Наприкінці 2018 року НБУ ухвалив постанову, за якою з 1 квітня 2019 року всі банки України мали відкривати клієнтам нові рахунки у стандарті IBAN, а до 31 жовтня 2019 року мали самостійно змінити номери рахунків клієнтів на IBAN зі збереженням чинного номера аналітичного рахунку. У лютому 2019 року початок запровадження нового стандарту було відтерміновано до 5 серпня. Планувалося, що в перехідний період (із 5 серпня по 30 жовтня 2019 року) застосовуватимуться і старий, і новий стандарти. З 1 листопада 2019 року в розрахункових документах реквізит «Рахунок» мав заповнюватися тільки за стандартом IBAN.
За зверненням Державної казначейської служби України, Національний банк Постановою Правління від 26.09.2019 № 118 продовжив термін приймання до оплати платіжних доручень за старими рахунками (не IBAN) до 12.01.2020 включно, для забезпечення виконання бюджетних програм.
3 13 січня 2020 року банками до виконання приймаються платежі виключно з IBAN-реквізитами.
Після впровадженням IBAN Національний банк планував виключити реквізит «код банку» з розрахункових документів, оскільки IBAN вже містить необхідну інформацію про банк.

### Формат українського IBAN
| Формат українського IBAN (29 символів) | Формат українського IBAN (29 символів) | Формат українського IBAN (29 символів) | Формат українського IBAN (29 символів) | Формат українського IBAN (29 символів) | Формат українського IBAN (29 символів) | Формат українського IBAN (29 символів) | Формат українського IBAN (29 символів) | Формат українського IBAN (29 символів) | Формат українського IBAN (29 символів) | Формат українського IBAN (29 символів)                                                  | Формат українського IBAN (29 символів)                                                  | Формат українського IBAN (29 символів)                                                  | Формат українського IBAN (29 символів)                                                  | Формат українського IBAN (29 символів)                                                  | Формат українського IBAN (29 символів)                                                  | Формат українського IBAN (29 символів)                                                  | Формат українського IBAN (29 символів)                                                  | Формат українського IBAN (29 символів)                                                  | Формат українського IBAN (29 символів)                                                  | Формат українського IBAN (29 символів)                                                  | Формат українського IBAN (29 символів)                                                  | Формат українського IBAN (29 символів)                                                  | Формат українського IBAN (29 символів)                                                  | Формат українського IBAN (29 символів)                                                  | Формат українського IBAN (29 символів)                                                  | Формат українського IBAN (29 символів)                                                  | Формат українського IBAN (29 символів)                                                  | Формат українського IBAN (29 символів)                                                  |
| -------------------------------------- | -------------------------------------- | -------------------------------------- | -------------------------------------- | -------------------------------------- | -------------------------------------- | -------------------------------------- | -------------------------------------- | -------------------------------------- | -------------------------------------- | --------------------------------------------------------------------------------------- | --------------------------------------------------------------------------------------- | --------------------------------------------------------------------------------------- | --------------------------------------------------------------------------------------- | --------------------------------------------------------------------------------------- | --------------------------------------------------------------------------------------- | --------------------------------------------------------------------------------------- | --------------------------------------------------------------------------------------- | --------------------------------------------------------------------------------------- | --------------------------------------------------------------------------------------- | --------------------------------------------------------------------------------------- | --------------------------------------------------------------------------------------- | --------------------------------------------------------------------------------------- | --------------------------------------------------------------------------------------- | --------------------------------------------------------------------------------------- | --------------------------------------------------------------------------------------- | --------------------------------------------------------------------------------------- | --------------------------------------------------------------------------------------- | --------------------------------------------------------------------------------------- |
| 1                                      | 2                                      | 3                                      | 4                                      | 5                                      | 6                                      | 7                                      | 8                                      | 9                                      | 10                                     | 11                                                                                      | 12                                                                                      | 13                                                                                      | 14                                                                                      | 15                                                                                      | 16                                                                                      | 17                                                                                      | 18                                                                                      | 19                                                                                      | 20                                                                                      | 21                                                                                      | 22                                                                                      | 23                                                                                      | 24                                                                                      | 25                                                                                      | 26                                                                                      | 27                                                                                      | 28                                                                                      | 29                                                                                      |
| UA                                     | UA                                     | контрольна сума                        | контрольна сума                        | код банку                              | код банку                              | код банку                              | код банку                              | код банку                              | код банку                              | рахунок або номер платіжної картки клієнта (доповнюється спереду нулями до 19 символів) | рахунок або номер платіжної картки клієнта (доповнюється спереду нулями до 19 символів) | рахунок або номер платіжної картки клієнта (доповнюється спереду нулями до 19 символів) | рахунок або номер платіжної картки клієнта (доповнюється спереду нулями до 19 символів) | рахунок або номер платіжної картки клієнта (доповнюється спереду нулями до 19 символів) | рахунок або номер платіжної картки клієнта (доповнюється спереду нулями до 19 символів) | рахунок або номер платіжної картки клієнта (доповнюється спереду нулями до 19 символів) | рахунок або номер платіжної картки клієнта (доповнюється спереду нулями до 19 символів) | рахунок або номер платіжної картки клієнта (доповнюється спереду нулями до 19 символів) | рахунок або номер платіжної картки клієнта (доповнюється спереду нулями до 19 символів) | рахунок або номер платіжної картки клієнта (доповнюється спереду нулями до 19 символів) | рахунок або номер платіжної картки клієнта (доповнюється спереду нулями до 19 символів) | рахунок або номер платіжної картки клієнта (доповнюється спереду нулями до 19 символів) | рахунок або номер платіжної картки клієнта (доповнюється спереду нулями до 19 символів) | рахунок або номер платіжної картки клієнта (доповнюється спереду нулями до 19 символів) | рахунок або номер платіжної картки клієнта (доповнюється спереду нулями до 19 символів) | рахунок або номер платіжної картки клієнта (доповнюється спереду нулями до 19 символів) | рахунок або номер платіжної картки клієнта (доповнюється спереду нулями до 19 символів) | рахунок або номер платіжної картки клієнта (доповнюється спереду нулями до 19 символів) |

Формат українського IBAN:
- 1-2 символ — код України за ISO 3166 — UA
- 3-4 символ — контрольне число, яке розраховується за алгоритмом MOD 97-10 (відповідно до стандарту ISO 7064)
- 5-10 символ — код банку. Для банків України це 6-значний код фінансової установи, яка обслуговує рахунок клієнта або є емітентом платіжної картки клієнта.
- 11-29 символ — рахунок або номер платіжної картки клієнта. Складається з 19 алфавітно-цифрових символів. Якщо номер рахунку чи номер платіжної картки має менш як 19 символів, то він доповнюється спереду відповідною кількістю нулів.

Довжина українського IBAN становить 29 символів. Стандарт передбачає два види представлення IBAN:
- в електронному вигляді — без пробілів;
- у друкованому вигляді — для зручності читання послідовність символів розбивається на групи по чотири, які відокремлюються пробілами.